# Il re, le torri, gli alfieri
Il re, le torri, gli alfieri è un film muto italiano del 1917 diretto da Ivo Illuminati, tratto dall'omonimo romanzo di Lucio D'Ambra e considerato "uno dei film più significativi della cinematografia muta italiana". Il film, che rappresentava una delle rare opere del cinema futurista italiano, è perduto.

## Trama
La storia era una sorta di drammatizzazione di una partita a scacchi, dove i personaggi erano abbigliati come i vari pezzi e si muovevano su un pavimento a scacchiera.